# Уль (Изер)
Уль (фр. Oulles) — коммуна во Франции, находится в регионе Рона — Альпы. Департамент коммуны — Изер. Входит в состав кантона Ле-Бур-д'Уазан. Округ коммуны — Гренобль.
Код INSEE коммуны — 38286. Население коммуны на 1999 год составляло 16 человек. Населённый пункт находится на высоте от 728 до 2559 метров над уровнем моря. Муниципалитет расположен на расстоянии около 510 км юго-восточнее Парижа, 120 км юго-восточнее Лиона, 24 км юго-восточнее Гренобля. Мэр коммуны — Joseph Vieux, мандат действует на протяжении 2001—2008 гг.
Динамика населения (INSEE):